# Slip It In
Slip It In è il quarto album della band hardcore di Los Angeles dei Black Flag, uscito nel 1984. Nella traccia che dà il titolo all'album c'è una allora ventiquattrenne Suzi Gardner, che diventerà più avanti una delle fondatrici del gruppo grunge delle L7, ai cori.

## L'album
Slip It In riprende le sonorità del lavoro precedente My War, che lo possono far definire: "heavy", intenso, denso e progressive. Henry Rollins guadagna importanza nel processo di scrittura, visto che figura nei credits di quattro pezzi come autore dei testi. A differenza di My War, che in parte consolava i fan del punk rock convenzionale di Damaged, Slip It In insegue aggressivamente il nuovo sound, più heavy metal che punk rock secondo la critica, che i Black Flag svilupperanno fino allo scioglimento.
Slip It In dimostra inoltre un incremento da parte dei Black Flag nell'uso di pezzi strumentali con la minacciosa Obliteration in cui Greg Ginn mostra uno stile nuovo e più complesso. Tra le tracce preferite dai fans ci sono soprattutto Black Coffee e Wound Up.

## Tracce
1. Slip It In – 6:17 (Ginn)
2. Black Coffee – 4:53 (Ginn)
3. Wound Up – 4:17 (Ginn-Rollins)
4. Rat's Eyes – 3:57 (Ginn-Rollins)
5. Obliteration – 5:51 (Ginn)
6. The Bars – 4:20 (Dukowski-Rollins)
7. My Ghetto – 2:02 (Ginn-Rollins)
8. You're Not Evil – 7:00 (Ginn)

Durata totale: 38:37

## Formazione
- Henry Rollins - voce
- Greg Ginn - chitarra
- Kira Roessler - basso
- Bill Stevenson - batteria
- Davo Claassen - cori
- Suzi Gardner - cori